# The FBI Story
The FBI Story (bra A História do FBI ou A História do F.B.I.) é um filme estadunidense de 1959, dos gêneros drama histórico, suspense e policial, estrelado por James Stewart, produzido e dirigido por Mervyn LeRoy, com roteiro de Richard L. Breen e John Twist baseado The FBI Story: A Report to the People, de  Don Whitehead.

## Elenco
- James Stewart ... John Michael ('Chip') Hardesty
- Vera Miles ... Lucy Ann Hardesty
- Murray Hamilton ... Sam Crandall
- Larry Pennell ... George Crandall
- Nick Adams ... John Gilbert ('Jack') Graham
- Diane Jergens ... Jennie Hardesty
- Jean Willes ... Anna Sage
- Joyce Taylor ... Anne Hardesty
- Victor Millan ... Mario

## Sinopse
O veterano agente do FBI - Federal Bureau of Investigation John Michael 'Chip' Hardesty narra a história da organização, iniciando com o caso de Jack Graham, psicopata que explodiu o avião que viajava a mãe dele, num voo de Denver, Colorado para Portland (Oregon) em 1 de novembro de 1955, para ficar com o prêmio do seguro de vida dela. A solução do caso após minuciosa investigação é mostrada como um exemplo da evolução técnica daquele órgão policial norte-americano. Chip ressalta que nem sempre fora assim. Ele conta que estivera para deixar o FBI em 1924, tido como um emprego caótico e mal remunerado por ele e pela noiva,a bibliotecária Lucy Ann, quando ambos se conheceram em Knoxville, Tennessee. Porém, com a chegada do novo diretor,J. Edgar Hoover, ele e seu parceiro Sam Crandall se convencem que as coisas irão melhorar. Chip e Lucy se casam e logo tem filhos, mas ele é transferido para o sul do país para investigar a organização racista Ku Klux Klan. Em seguida segue para Oklahoma para desvendar o mistério dos assassinatos dos índios do Condado Osage (O caso real ocorreu entre 1921 e 1923), que haviam enriquecido com a exploração do petróleo em suas terras. No filme o mandante é um banqueiro mas na vida real o criminoso era rancheiro, William "Rei de Osage" Hale. Na década de 1930, Chip se envolvera na caçada a gângsters do Meio-Oeste, como os conhecidos Pretty Boy Floyd, Baby Face Nelson, Machine Gun Kelly (que ao ser preso, chamou os agentes de "G-Men", o que se tornou um apelido popular), John Dillinger e a quadrilha de Ma Barker. Os agentes do FBI foram autorizados a andarem armados após o assassinato de Raymond J. Caffrey, agente especial do Bureau que escoltava o criminoso Frank "Jelly" Nash em 17 de junho de 1933 em Kansas City, juntamente com oficiais de polícia (conhecido como "Massacre de Kansas City", no filme Nash fora executado pelos comparsas durante a ação mas na realidade estavam querendo libertá-lo).
Agora armados em missão, Hardesty e Crandall perseguiam bandidos em Spider Lake, Wisconsin quando em 22 de abril de 1934 foram surpreendidos por Baby Face Nelson. Crandall acaba falecendo devido aos tiros recebidos  (No real incidente, Baby Face Nelson atirou nos agentes J. C. Newman e W. Carter Baum, sendo que este veio a falecer).
A história continua com os três filhos de Chip e Lucy crescidos durante a Segunda Guerra Mundial. O FBI dobra seu efetivo, de 2.500 para 5.000 agentes e dentre os novos está Sam, filho de George. Ele é enviado para investigar espionagens em países sul-americanos neutros, mas quando enfrentam hostilidades, Chip vai para resgatá-los. Com o término do conflito mundial, o inimigo agora passa a ser os comunistas durante a guerra fria. Chip conta o caso da "pista de 50 centavos", quando espiões tentavam contrabandear informações num microfilme escondido numa moeda desse valor (O caso real era de 1 níquel e não meio-dólar, e demorou quatro anos de investigação, não poucos dias conforme o filme. Em 22 de junho de 1953, um jornaleiro do Brooklyn Eagle foi pago com um níquel falso. Mas somente com a prisão do agente da KGB, Reino Häyhänen, em maio de 1957, que o FBI conseguiu ligar o níquel a espiões soviéticos, que incluía Rudolf Abel. A mensagem decifrada se mostrou inútil pois era uma ordem para Häyhänen enviada pela KGB em Moscou, instruindo-lhe a permanecer camuflado).

## Produção
O FBI - Federal Bureau of Investigation teve grande influência na produção, com J. Edgar Hoover atuando como um co-produtor das cenas. Hoover forçou o diretor LeRoy a reencenar muitas cenas que julgava não apresentar o FBI com luz apropriada, e interpretou um papel crucial no elenco do filme. Hoover e LeRoy eram amigos pessoais, mas Hoover aprovou o filme apenas após retirar o "lixo" criado por LeRoy. Hoover tinha que aprovar cada cena e também manteve dois agentes especiais acompanhando LeRoy durante todo o trabalho. Hoover aparece brevemente como ele mesmo no filme.